# Springfield–Branson National Airport

i7
i11
i13
Der Springfield–Branson National Airport (IATA-Code: SGF, ICAO-Code: KSGF) ist der Verkehrsflughafen der amerikanischen Großstadt Springfield im US-Bundesstaat Missouri. Außerdem liegt die Kleinstadt Branson mit ihren zahlreichen Theatern und Museen in seinem Einzugsgebiet.

## Lage und Verkehrsanbindung
Der Springfield–Branson National Airport befindet sich zehn Kilometer westlich des Stadtzentrums von Springfield und 68 Kilometer nördlich des Stadtzentrums von Branson. Die Interstate 44 verläuft südöstlich des Flughafens. Der U.S. Highway 160 verläuft nordöstlich des Flughafens. Die Missouri Route 266 verläuft südlich des Flughafens, während die Missouri Route 744 östlich des Flughafens beginnt.
Der Springfield–Branson National Airport ist nicht in den Öffentlichen Personennahverkehr eingebunden, Fluggäste müssen auf Mietwagen, Taxis und ähnliche Angebote zurückgreifen.

## Geschichte
Im Jahr 1916 wurde der erste Flug in Springfield durchgeführt. Im Jahr 1925 eröffnete der private Flughafen McCluer Flying Field. Im Jahr 1928 kaufte die Stadt Springfield den Flughafen und benannte ihn in Springfield Park and Airport um. Im Jahr 1929 begannen American Airlines, Transcontinental and Western Air und einige kleinere Fluggesellschaften, kommerzielle Flüge anzubieten. In den nächsten Jahren wurden die Flugzeuge zu groß für die kurzen und unbefestigten Start- und Landebahnen des Flughafens. Aufgrund der großen Depression fehlten der Stadt jedoch die finanziellen Mittel, die Start- und Landebahnen auszubauen, sodass die kommerziellen Flüge eingestellt wurden. Während des Zweiten Weltkriegs wurde der Flughafen für den Transport von Verwundeten zum O’Reilly General Hospital in Springfield genutzt.
Im Oktober 1942 stimmten die Wähler dafür, eine Anleihe in Höhe von 350.000 US-Dollar in die Errichtung eines neuen Flughafens zu investieren. Die Arbeiten begannen im Jahr 1944, im März des Folgejahres stimmten die Wähler für eine Anleihe über weitere 150.000 US-Dollar in den neuen Flughafen. Der neue Flughafen wurde am 2. Juli 1945 als Springfield-Greene County Airport eröffnet. Aufgrund von Streitigkeiten über die Finanzen des Flughafens übernahm die Stadt den Betrieb des Flughafens kurze Zeit später vollständig. In der Folge wurde er in Springfield Municipal Airport umbenannt. Im Jahr 1946 bot American Airlines als erste Fluggesellschaft wieder kommerzielle Flüge ab Springfield an.
Im Jahr 1960 stimmten die Wähler für eine Anleihe in Höhe von 600.000 US-Dollar, um die Errichtung eines neuen Passagierterminal zu ermöglichen. Dieses wurde im Oktober 1964 eröffnet. In den folgenden Jahrzehnten wuchs das Fluggastaufkommen stetig, sodass das Terminal mehrfach erweitert werden musste. Im Mai 2006 begann der Bau eines neuen Passagierterminals. Im Mai 2009 bot Allegiant Air mit Flügen nach Los Angeles die ersten Linienflüge von Springfield an die Westküste an. Am 6. Mai 2009 wurde das neue Passagierterminal eröffnet.

## Flughafenanlagen

### Start- und Landebahnen
Der Springfield–Branson National Airport verfügt über zwei Start- und Landebahnen. Die Start- und Landebahn 14/32 ist 2438 Meter lang und 46 Meter breit, der Belag besteht aus Beton. Die Start- und Landebahn 02/20 ist 2135 Meter lang und 46 Meter breit, der Belag besteht ebenfalls aus Beton.

### Passagierterminal
Der Springfield–Branson National Airport verfügt über ein Passagierterminal, dieses liegt an der südwestlichen Seite des Flughafengeländes. Es wurde am 6. Mai 2009 eröffnet. Im Passagierterminal befinden sich zehn mit Fluggastbrücken ausgestattete Flugsteige.

### Ehemaliges Passagierterminal
Das ehemalige Passagierterminal liegt an der östlichen Seite des Flughafengeländes. Es wurde ursprünglich im Oktober 1964 eröffnet und bis zu seiner Schließung mehrfach erweitert. Zuletzt war es mit zehn Flugsteigen ohne Fluggastbrücken ausgestattet.

## Fluggesellschaften und Ziele
Der Springfield–Branson National Airport wird von den Fluggesellschaften Allegiant Air, American Eagle, Delta Connection und United Express genutzt. Die größte Fluggesellschaft ist dabei Envoy Air, die ausschließlich unter der Marke American Eagle fliegt, gefolgt von United Express, Allegiant Air und Delta Connection.
Es werden 12 Ziele in den Vereinigten Staaten angeflogen, darunter vor allem die Drehkreuze der einzelnen Fluggesellschaften.

## Verkehrszahlen
| Jahr | Fluggastaufkommen | Luftfracht (Tonnen) (mit Luftpost) | Flugbewegungen |
| ---- | ----------------- | ---------------------------------- | -------------- |
| 2019 | 1.187.068         | 14.965                             | 63.159         |
| 2018 | 1.075.425         | 13.886                             | 57.864         |
| 2017 | 993.129           | 13.162                             | 56.588         |
| 2016 | 952.703           | 13.117                             | 48.784         |
| 2015 | 913.395           | 12.239                             | 43.227         |
| 2014 | 846.324           | 12.675                             | 40.972         |
| 2013 | 755.773           | 12.695                             | 42.152         |
| 2012 | 752.214           | 13.077                             | 44.646         |
| 2011 | 731.395           | 12.264                             | 46.428         |
| 2010 | 796.251           | k. A.                              | k. A.          |
| 2009 | 811.771           | 11.439                             | 57.883         |
| 2008 | 779.995           | 19.136                             | 66.190         |
| 2007 | 882.904           | 23.038                             | 73.891         |
| 2006 | 864.999           | 21.541                             | 78.468         |
| 2005 | 888.738           | 15.646                             | 85.008         |
| 2004 | 721.958           | 11.177                             | 85.302         |
| 2003 | 653.253           | 10.364                             | 87.213         |
| 2002 | 652.283           | 10.205                             | 93.794         |
| 2001 | 653.568           | 11.218                             | 102.558        |
| 2000 | 710.961           | 12.090                             | 104.820        |
| 1999 | 705.882           | 11.830                             | 124.681        |
| 1998 | 695.855           | 11.409                             | 109.158        |
| 1997 | 669.932           | 10.687                             | 108.994        |

### Verkehrsreichste Strecken
| Rang | Stadt                           | Passagiere | Fluggesellschaft               |
| ---- | ------------------------------- | ---------- | ------------------------------ |
| 01   | Dallas/Fort Worth, Texas        | 127.000    | American Eagle                 |
| 02   | Chicago–O’Hare, Illinois        | 115.580    | American Eagle, United Express |
| 03   | Atlanta, Georgia                | 90.730     | Delta Connection               |
| 04   | Denver, Colorado                | 55.650     | United Express                 |
| 05   | Charlotte, North Carolina       | 47.210     | American Eagle                 |
| 06   | Houston–Intercontinental, Texas | 25.900     | United Express                 |
| 07   | Orlando–Sanford, Florida        | 25.660     | Allegiant                      |
| 08   | St. Petersburg, Florida         | 25.520     | Allegiant                      |
| 09   | Phoenix–Mesa, Arizona           | 25.040     | Allegiant                      |
| 10   | Las Vegas, Nevada               | 16.700     | Allegiant                      |

## Zwischenfälle
- Am 20. März 1955 wurde eine Convair CV-240-0 der American Airlines (Luftfahrzeugkennzeichen N94234) im Anflug auf den Springfield-Municipal Airport 400 Meter vor der Landebahn in den Boden geflogen. Trotz tiefer Wolken war ein Sichtanflug durchgeführt worden. Bei diesem CFIT (Controlled flight into terrain) wurden 13 der Insassen getötet, 2 Besatzungsmitglieder und 11 Passagiere. Die übrigen 22 Insassen überlebten.[15][16][1]